# 濮陽郡
濮陽郡（ぼくよう-ぐん）は、中国にかつて存在した郡。晋代から唐代にかけて、現在の河南省北東部および山東省南西部にまたがる地域に設置された。

## 概要
277年（咸寧3年）、西晋の司馬允が濮陽王に封じられ、東郡を改めて濮陽国が立てられた。濮陽国は兗州に属し、郡治は濮陽県に置かれた。晋の濮陽国は濮陽・廩丘・鄄城・白馬の4県を管轄した。
487年（太和11年）、北魏により濮陽郡は斉州に転属した。孝昌末年、西兗州に転属した。
天平初年、東魏により濮陽郡は司州に転属した。東魏の濮陽郡は廩丘・濮陽・城陽・鄄城の4県を管轄した。
583年（開皇3年）、隋が郡制を廃すると、濮陽郡は廃止された。590年（開皇10年）、鄆州が立てられた。596年（開皇16年）、鄆州鄄城県に濮州が置かれた。605年（大業元年）、濮州が鄆州に統合された。607年（大業3年）に州が廃止されて郡が置かれると、鄆州は東平郡と改称された。
621年（武徳4年）、唐により東平郡鄄城県に濮州が置かれた。742年（天宝元年）、濮州は濮陽郡と改称された。758年（乾元元年）、濮陽郡は濮州と改称され、濮陽郡の呼称は姿を消した。

## 南濮陽郡
永嘉の乱の後、濮陽郡の本土が五胡の諸国に奪われると、東晋は江南に南濮陽郡を僑置した。
南朝宋のとき、南濮陽郡は南徐州に属し、廩丘・楡次の2県を管轄した。
南朝斉のとき、南濮陽郡は廩丘・東燕・会・楡次・鄄城の5県を管轄した。